# Pueblo rarámuri
Los rarámuri o tarahumaras son una comunidad indígena del norte de México, en el estado de Chihuahua, el suroeste del estado de Sonora y el noroeste del estado de Durango. El endónimo rarámuri significa "corredores ligeros" y proviene de rara, pie, y muri, ligero. El 90 % de su población (57 000 habitantes) se asienta en el estado de Chihuahua. A los mestizos en general se les designa con el término chabochi, que significa "los que tienen barbas", y a los que conviven con ellos y comparten su cultura les llaman napurega rarámuri.

## Etimología
Tarahumara también es como se conoce en castellano a la lengua de este pueblo. La denominación "tarahumara" es la castellanización de la citada palabra rarámuri, que debe pronunciarse con una r suave al principio, inexistente ya que en este último caso se deformaría la pronunciación original, sin erre fuerte. Según el historiador Luis Alberto González Rodríguez, rarámuri etimológicamente significa "pie corredor" y en un sentido más amplio quiere decir 'los de los pies ligeros', haciendo alusión a la más antigua tradición de ellos: correr. Ellos mismos se hacen llamar "los de los pies alados" o "pies ligeros"

## Ubicación geográfica
Los tarahumaras ocupan una cuarta parte del territorio en el suroeste del estado de Chihuahua (65 000 km²) en una de las partes más altas de la Sierra Madre Occidental, conocida también como Sierra Tarahumara. (ocupando parte de Aridoamérica)

## Historia

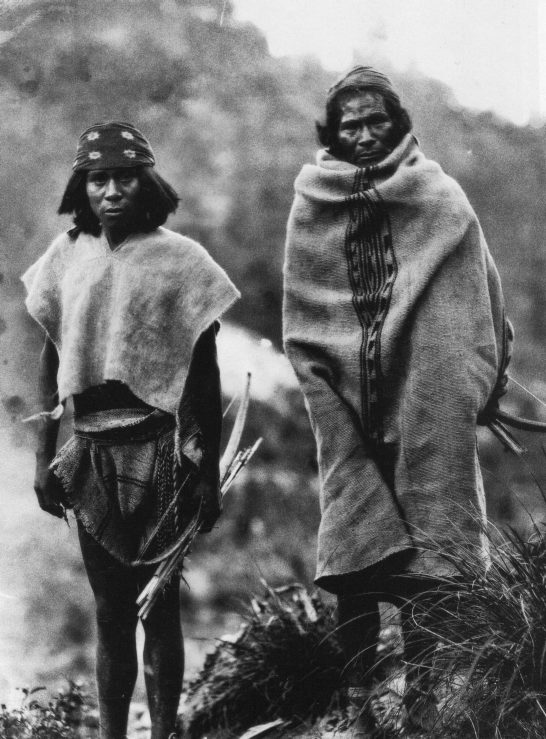
Tarahumaras en Tuaripa (Chihuahua, 1892).

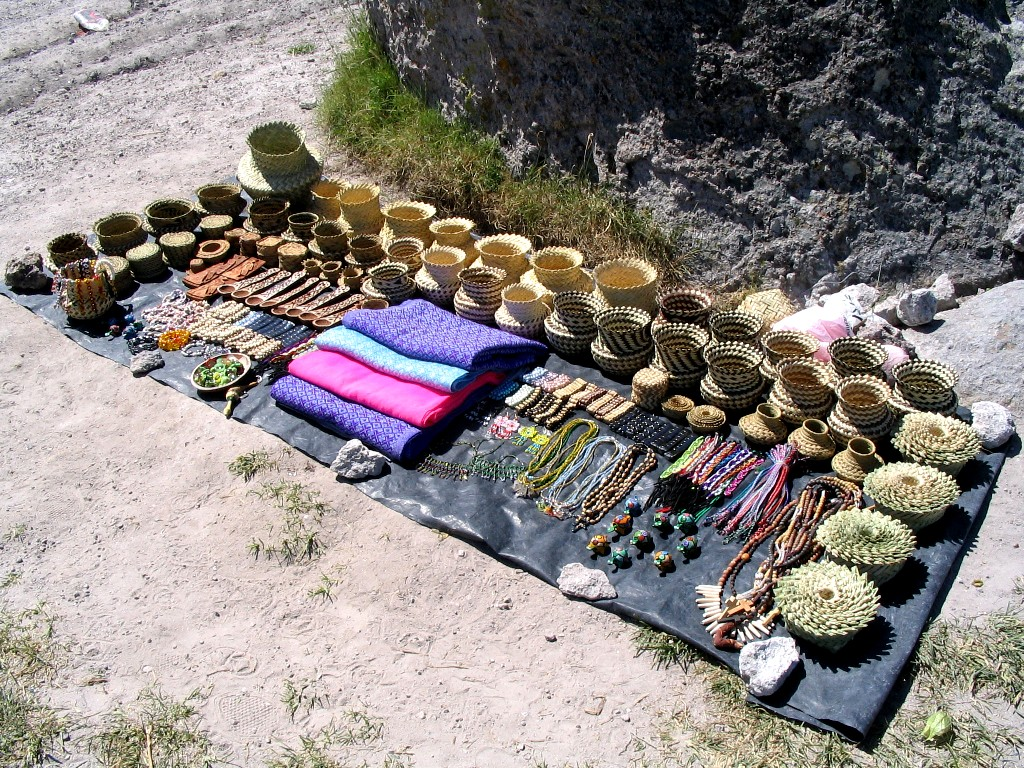
Artesanía tarahumara en Chihuahua.

Se establecieron hace 15,000 años en la sierra madre occidental y no fue hasta 1606 cuando los misioneros jesuitas tuvieron el primer contacto con los indígenas de la sierra Tarahumara. Según las referencias históricas de la época colonial, la conquista y la evangelización inició con los “chínipas” muy relacionados con los guarijíos, etnia considerada como la más fiera de la región en esos tiempos. Cuando llegaron permanentemente los religiosos a su pueblo en 1632, su presencia provocó un levantamiento entre los pueblos indígenas, quienes estaban descontentos con la labor evangelizadora. Esta protesta la comandó el jefe “Combameai”. La primera revuelta terminó con la muerte de dos religiosos, lo que originó una fuerte represión por parte del gobierno de la Nueva España. Fue entonces cuando muchos guarijíos huyeron y se internaron en las barrancas de lo que hoy es el estado de Chihuahua. 
Cuando diversos grupos de agricultores y comerciantes novohispanos invadieron esta región, despojaron de gran parte de la tierra a los indígenas, intercambiándoselas por productos como jabón, sal, mantas y otras baratijas; algunos indígenas fueron obligados a trabajar como peones, pagándoles muy poco. En cambio, otros emigraron hacia las partes más recónditas de la sierra para protegerse y evadir el trabajo forzado en haciendas y minas.
Es ahí en lo más abrupto de la sierra donde se asentaron las misiones jesuitas que, sin mucha controversia, muchas veces sirvieron de refugio a los abusos cometidos contra los indígenas. La expulsión de la orden del Imperio español significó un retorno de los tarahumaras a la vida seminómada que llevaban. Por otra parte este acontecimiento les dejó completamente aislados en los altos de la Sierra. Eso les ayudó a conservar su cultura y a desarrollar un singular sincretismo religioso que todavía existe y es único en México por su mezcla de catolicismo y chamanismo.
En el año de 1856, mediante la ley de la desamortización de los bienes eclesiásticos, los mestizos de la zona ocuparon las tierras pertenecientes a los pueblos de misión habitadas por tarahumaras, quienes se vieron obligados a abandonarlas. Pero no sería hasta 1876 que se rebelarían, cuando fueron obligados a partir de las pocas tierras que les quedaban, pero esta vez serían respaldados por el gobierno del estado que abogó por ellos.
Se registraron otros dos levantamientos: uno en Agua Amarilla[¿dónde?] en 1895 y otro en Chinatú (cerca de Guadalupe y Calvo) en 1898.

El inhóspito medio donde habitan los tarahumaras impone la existencia de familias pequeñas, sus parcelas difícilmente pueden mantener a más de cuatro o cinco miembros de la familia, en la que el “imberbe”, a los 14 años de edad, es considerado ya un adulto por el resto del grupo. Así, el hogar tarahumara, la unidad más persistente y definida en su vida, responde a las modalidades originales de su psicología y, al asegurar las bases económicas del matrimonio, existe una  función social, impidiendo uniones permanentes entre discapacitados físicos o mentales, o entre faltos de carácter o de sentido de responsabilidad.
Estructura familiar
El padre utiliza un término diferente para referirse a su hijo (Nolá) y su hija (Malá), pero la madre emplea un mismo nombre para todos sus hijos (Ránala). Por su parte, aunque tanto los hijos como las hijas tienen un término diferente para designar al padre, ambos usan el mismo para la madre. (Bennett y Zing) En el idioma rarámuri se usa la palabra Teweke para referirse a la niña y Towí para el niño.
A los hijos nunca los regañan, y desde muy pequeños les dejan la responsabilidad del cuidado de algunos animales o tierras y sobre todo de decidir por ellos mismos.
La joven tarahumara nunca expone su cuerpo después de los 6 años de edad; aún casada, no se quita la ropa frente al marido e incluso hace el amor vestida. La reserva frente a las experiencias sexuales se rompe en las “tesgüinadas”, donde el joven puede entablar comunicación y contacto con la chica y es una forma aceptada de iniciación libre.
En la vejez, el tarahumara vive en una casa separada, a donde sus hijos le llevan presentes de comida y ropa; cuando muere, se le incinera en alguna cueva o en un cementerio (si es que está bautizado) y se hacen complicadas ceremonias para que su alma viaje sin tropiezo.
En la filosofía rarámuri es primordial el respeto a la persona, por lo que los visitantes o turistas deberán también ser respetuosos con ellos y sus tradiciones, como ellos lo son con toda la gente. Valoran más a las personas que a las cosas.
Los habitantes, mestizos e indígenas de la comunidad tarahumara conviven en un medio social que no favorece a los rarámuri, debido al despojo de casas y hogares amenazados. Esta situación adquiere dimensiones adicionales por la carencia de una adecuada infraestructura para los servicios de salud y educación, en la proliferación de enfermedades y desnutrición infantil, en las muy limitadas alternativas para fortalecer la economía doméstica, en la escasa disponibilidad de electricidad, agua potable, y vías de comunicación, que se agravan con frecuencia por el impacto de los caprichos del clima y las prolongadas sequías.
Vivienda

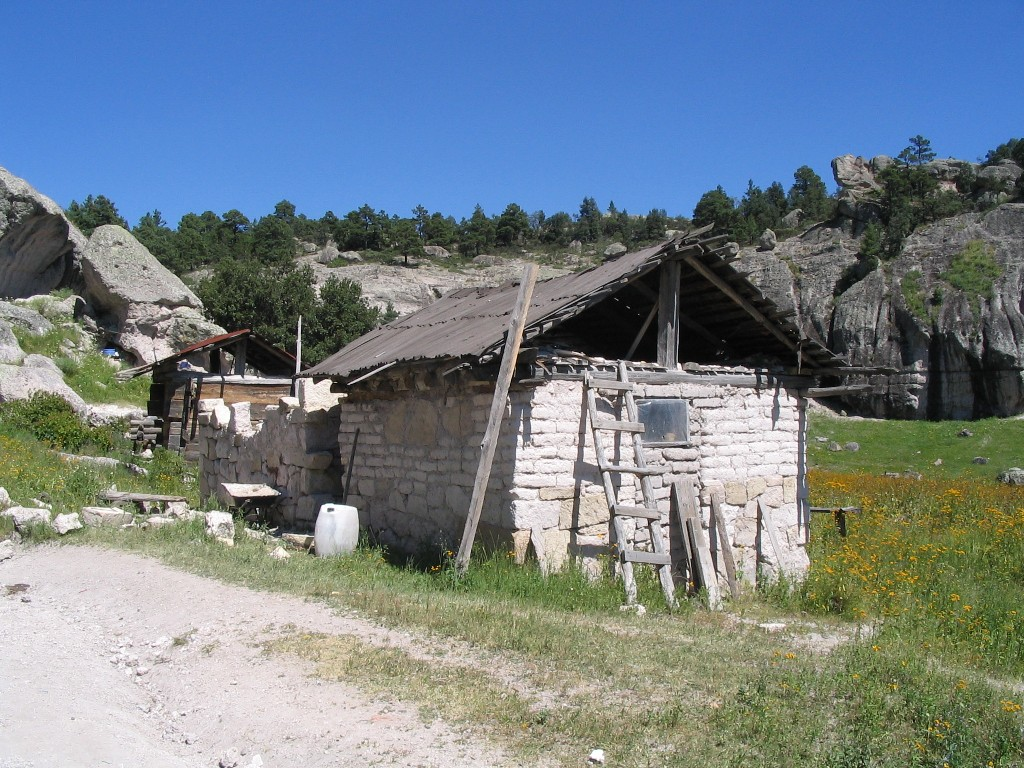
Vivienda tarahumara tradicional.

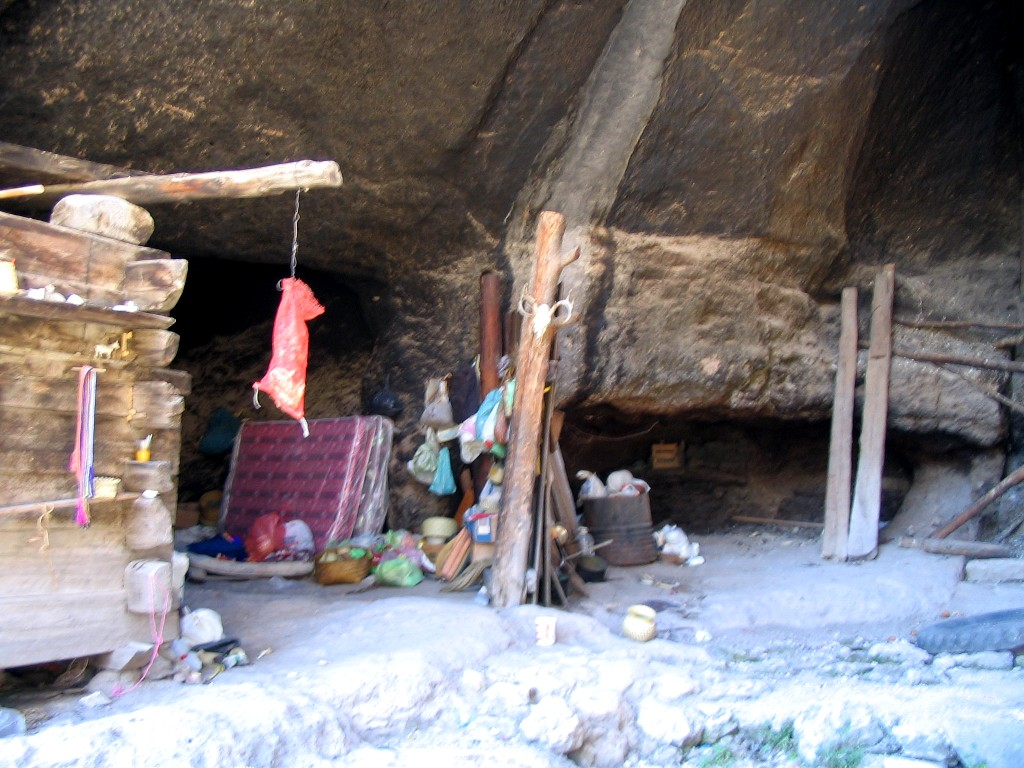
Caverna habilitada como vivienda por una familia rarámuri.

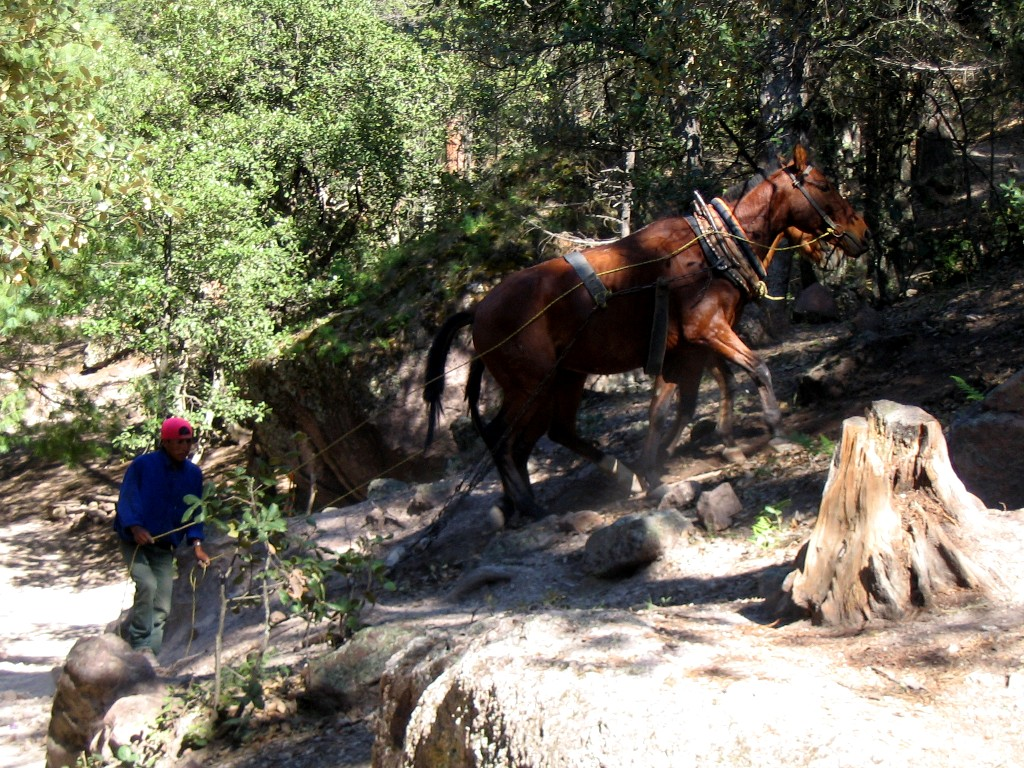
Un hombre carga leña en las inmediaciones de un poblado tarahumara de Chihuahua.

Sus chozas de troncos de árbol, trabadas horizontalmente, salpican las laderas de las montañas a los lados de los arroyos y en las altas mesetas. La parte superior se deja abierta en un lado para que salga el humo del fuego que constantemente arde en la pieza de piso de tierra aplanada. El techo es de tabletas o de troncos acanalados. En sus habitaciones, las mismas desde tiempos precolombinos, no se acostumbran las sillas, las mesas o las camas.
Estilo de vida tarahumara
Perduran los utensilios de sus abuelos como metates, jícaras, molcajetes, vasijas de barro y bateas. Algunos duermen sobre tarimas o sobre un cuero de chivo en el suelo. No pocos viven en cuevas; las tapias de piedra los guarecen mejor de los vientos y de las lluvias e impiden la entrada a los animales. En las barrancas predominaba las construcciones de piedra y lodo por la escasez de madera. Los hogares, por familia, consisten de dos habitaciones generalmente pero a veces la cocina es también comedor, recámara y sala. La única puerta la abren en el centro del muro.
Generalmente, los tarahumaras tienen carencia de servicios de salubridad y por su mala alimentación los agobian las enfermedades, entre ellas: dispepsias, enteritis agudas, congestiones alcohólicas, cirrosis de hígado, pulmonía, tosferina, tuberculosis pulmonar y sarna.
Matrimonio
El matrimonio es monógamo, aunque hay casos frecuentes de poligamia. Los recién casados prefieren la residencia matrilocal. Se evita la unión entre hermanos y primos, pero en si no hay reglas para esos enlaces. Se acostumbra el matrimonio a prueba, por un año, durante el cual la muchacha se va a vivir con el joven. La mujer embarazada trabaja hasta el último momento. A punto de dar a luz, se retira a la montaña, hace un lecho de yerba junto a un árbol, y apoyada en él, pare, lava al niño y quema el cordón umbilical, el cual entierra.
Generalmente, los tarahumaras se casan muy jóvenes; antes de los 16 años. En las “tesgüinadas” –que son a la vez reuniones sociales y de carácter económico– se conocen y se tratan todos los miembros de la comunidad. Allí se hacen los noviazgos con plena libertad de selección, aunque es frecuente que la mujer tome la iniciativa en las relaciones amorosas, cantándole, bailándole en frente y llamando la atención del muchacho, tirándole guijarros.
Celebrado selváticamente el matrimonio, al domingo siguiente los casa oficialmente el gobernador, ante la presencia de los demás miembros del grupo. Como se comprenderá, estos matrimonios son monogámicos y endogámicos, en lo primero influye la tradición, y en lo segundo, factores geográficos, la falta de comunicaciones, diferencias en cultura, idioma y economía.
Es evidente el estilo propio con que el indígena ama. El tarahumara, al casarse, lo hace más por cálculo que por amor. Piensa más en lo práctico y lo utilitario, así como en lo fisiológico, que en la espiritualidad de su mujer. Le interesa más la salud de su mujer y que esta sea "nueva" (es decir, joven, fuerte y trabajadora), que su alma. Esto no quiere decir, sin embargo, que carezca él de una tonalidad amorosa propia. Prefiere el uso de su fuerza a los refinamientos eróticos.
Fiestas
La antropóloga Ana Paula Pintado en la investigación de sus estudios doctorales de identidad y fiestas rarámuri, al hacerse la pregunta de por qué la importancia de la fiesta, afirma: 

las fiestas son la base para la reproducción social, la manera de mantenerse como grupo. Son también parte importante de su principal forma de ayudarse, el kórima. Es en las fiestas donde se casan, donde se forman las parejas, donde construyen sus redes de parentesco. Es ahí donde se resuelven los problemas de la comunidad, donde las autoridades, como el gobernador, el segundo gobernador, el comisario ejidal y el comisario policía, dan el nawésari, el discurso, en el que, de forma muy solemne y durante varios minutos, recuerdan a la gente lo que es ser un buen rarámuri

## Origen
Los Rarámuris son un grupo étnico rico en cultura, tradición e historia. Antes de la llegada de los españoles este espacio geográfico fue habitado por diferentes grupos que no se pensaban a sí mismos como pertenecientes a un mismo grupo cultural, cada uno de ellos tenía su propia organización, lengua y costumbres.
Tarahumaras proceden de grupos nómadas migrantes hacia el sur que se dispersaron en la región noroeste quienes se fueron dispersando en valles propios para la agricultura. En este sitio, el primer contacto con los conquistadores fue en 1603 con el padre jesuita Joan Font.

## Indumentaria

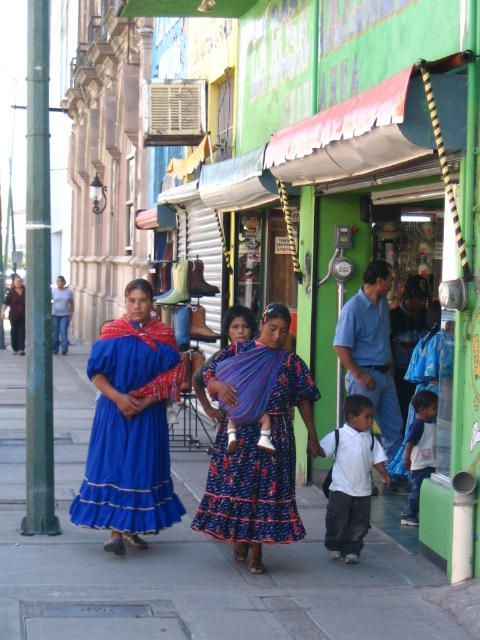
Mujeres tarahumaras en Chihuahua.

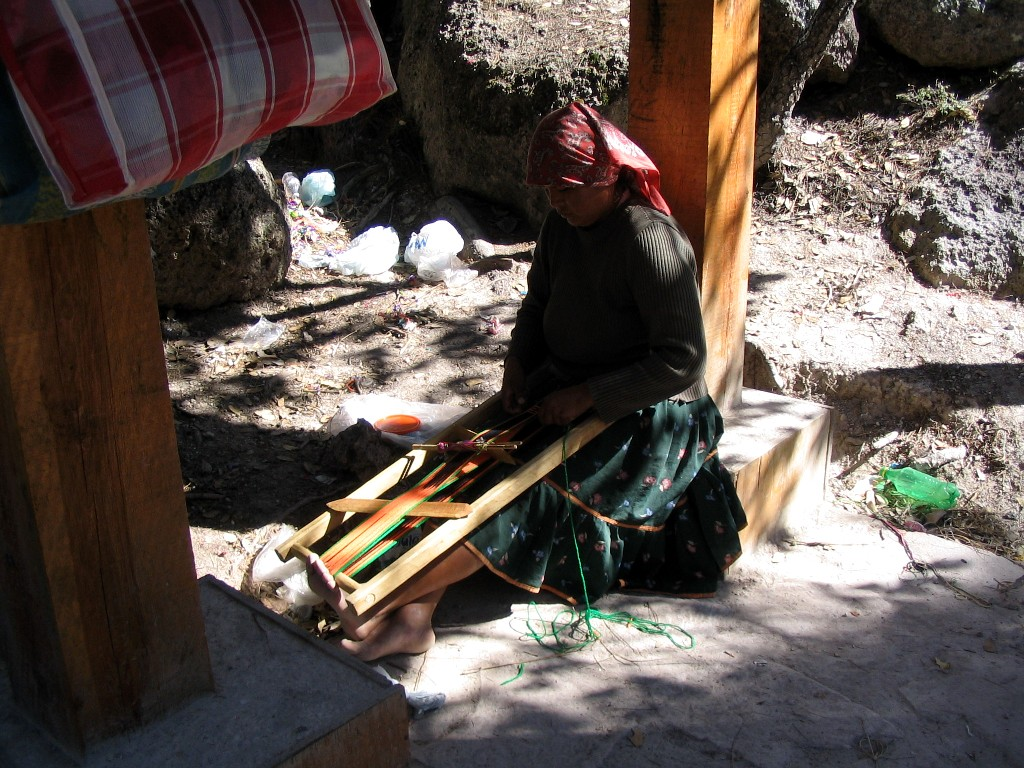
Una mujer teje en un telar de cintura.

En muchas comunidades el tarahumara ha adoptado la indumentaria occidental. Sin embargo, aún conserva la vestimenta tradicional, preferentemente, en el caso de los hombres, y siempre en las mujeres. Las blusas o camisas de colores brillantes, estampados, a veces floreados, son usadas por hombres y mujeres.
Las faldas son muy apreciadas por la mujer, quien viste muchas a la vez, una encima de otra, lo que le da esa apariencia de bellamente esponjada. Le sirve de adorno, de abrigo y, además, parece envolverla en mil colores. Los hombres visten un calzón de manta llamado tagora. El cinturón lo usan por igual hombres y mujeres. Están tejidos con dibujos propios y los utilizan para sostener pantalones, zapatos y faldas.
El huarache rarámuri (akaka) es muy peculiar: tiene una suela ligera, y correas hasta el tobillo; actualmente utilizan llantas usadas para la suela de sus huaraches. Aunque también es muy común ver a mujeres y a niños descalzos.
La “koyera”, cinta usada para mantener el pelo en su lugar, es la prenda más distintiva del pueblo tarahumara y la portan con orgullo hombres, mujeres y niños. En algunas comunidades el largo de las puntas da referencia sobre la condición económica del portador, cortas para cuando tienen poco dinero y largas para cuando su condición es holgada, cabe destacar que en algunas etnias esta costumbre se basaba en saber quién era la familia más fuerte económicamente.
La cobija es una prenda muy importante que sirve para abrigo durante los días fríos y como cama en la noche. Generalmente, las tejen de la lana de sus propias ovejas y la aprecian mucho, de tal manera que sólo la intercambian o apuestan en ocasiones importantes.

## Gobierno
Los tarahumaras tienen un espíritu democrático, y en ninguno de los actos de su vida se pone de manifiesto tan elocuentemente como en la elección de su gobierno tribal. Consta este de un gobernador o “Siríame”, quien es el jefe del grupo; un mayor, especie de juez civil; y varios policías, que son los mandaderos, los que hacen cumplir las disposiciones del gobernador. Son raros los casos en que ellos no resuelven sus problemas en sus concilios dominicales, por lo que las autoridades estatales y federales sólo vienen a ser figuras míticas en la mayoría de las ocasiones.
El Gobernador o Siríame, frecuentemente el más viejo y experimentado de la comarca, cuya actividad más importante es ofrecer a la comunidad, generalmente congregada los domingos, nawésari o sermón en el que se ventilan los problemas de la colectividad. El Gobernador es auxiliado a veces por un segundo gobernador, un capitán, un teniente, un fiscal y varios soldados.
Sin embargo, la comunidad en asamblea es la autoridad suprema; ella elige y dispone a sus autoridades, desde el Siríame que preside las reuniones, dirige el sermón, conduce las ceremonias religiosas, concierta partidos deportivos, juzga los delitos cometidos.
Todos los miembros de la comunidad asisten a las tesgüinadas, desde el alcalde, el teniente, el capitán, el mayor y el fiscal hasta las más humildes gusíwame.
El gobernador, quien es electo de por vida generalmente ejerce su cargo durante 5 o 10 años; la votación se hace por aprobación unánime, en voz alta. Nombrados los distintos candidatos por el gobernador saliente, el que obtiene mayor vocerío es declarado su sucesor, y en él queda depositada la autoridad civil y religiosa. Esta autoridad la personifica el disora o bastón, acompañante inseparable que, ya lo clave en el suelo o lo recargue en una cruz, es obedecido sin protestas por todos. Sin embargo, hasta hoy ningún Siríame ha logrado tener control de todo el conglomerado tarahumara. Cada "pueblo" tiene su gobernador y las demás autoridades indígenas, pero su influencia política rara vez trasciende los límites de su comunidad.
Los guías espirituales los doctores son los owirúames.
Aunque existen también los Sokoruames que se encargan de hacer el mal.
Al hombre blanco o mestizo le denominan chabochi, al cual rehúyen argumentando que engaña, roba, acumula, despoja, invade sus tierras, es ventajoso, destruye el bosque, no comparte ni es justo, todos ellos grandes valores que los rarámuris llevan hasta sus últimas consecuencias.

## Tradiciones y religión
Los tarahumaras son muy religiosos pero practican sus creencias al margen de iglesias. De acuerdo a reconocidos científicos como Richard Evans Schultes y Wade Davis este pueblo es digno de admiración, pues ha preservado muchas de sus costumbres, a pesar del dominio y la imposición de las iglesias europeas.
Se organizan en torno a los cantores (maynates) y rezadores, ancianos que ofician y conducen las ceremonias al ritmo de sus sonajas que hacen con bules y sus cantos guturales donde van narrando y describiendo la vida de los animales del monte como los lobos, coyotes, mulas y zopilotes.
Gran parte de las tradiciones actuales de los rarámuris son una apropiación de lo aprendido de los misioneros jesuitas durante los casi 150 años que convivieron en la época colonial. Luis G. Verplancken.
Sus complejas celebraciones místico-religiosas están conformadas por danzas, tesgüinadas y ofrendas, en las que nunca falta la bebida tradicional de maíz llamada tesgüino. Para ellos la danza es una oración; con la danza imploran perdón, piden lluvia (para propiciarla se baila la danza de “dutuburi”), dan las gracias por ella y por la cosecha; danzando ayudan a "Repá betéame" (El que vive arriba), para que no pueda ser vencido por "Reré betéame" (El que vive abajo).
Puede afirmarse que el tarahumara ha conservado su vieja cultura con sorprendente tenacidad. Desde hace varios siglos emplean los mismos dibujos, los mismos símbolos en sus obras artísticas, en sus fajas, cerámica y cobijas. A sus muertos continúan dejándoles comida para el viaje sin retorno y les "ayudan" a subir al cielo mediante la celebración de tres o cuatro fiestas, según si el difunto es hombre o mujer. Aunque en muchos casos el significado de ritual ha desaparecido, este ha demostrado gran vitalidad para subsistir.
Todos sus movimientos se han mantenido vivos, latentes y aún han influido en algunas ceremonias de la Iglesia católica. La existencia del patio para las ceremonias rituales, el humo, que es el incienso del tarahumara, el rocío de los cuatro puntos cardinales, y los cánticos ininteligibles se practican religiosamente, pero no pueden los tarahumaras darnos una explicación mitológica de todo esto.
Los "chamanes" son Sukurúame, quien emplea prácticas ocultas para hacer el mal, u Owiruame, que es el sanador bueno. Este último, en los días antiguos, se transportaba de un lugar a otro en forma de ave, al llegar a su destino recuperaba su cuerpo, a veces viajaba junto con su familia.
El chamán es el guardián de las costumbres sociales de un pueblo. Sus obligaciones como especialista ritual y terapéutico le obligan a ser un defensor del orden tradicional. Su función es establecer un equilibrio entre el cuerpo y el cosmos. Algunos chamanes utilizan el peyote (híkuli) para sus curaciones, esta planta alucinógena tiene un uso restringido y sólo los chamanes saben la cantidad que se utilizará, así como su recolección y almacenamiento. Se usa como ungüento en la piel para sanar reumatismo, mordeduras de serpiente y otras dolencias.
En ciertos lugares solo se usa el Jiculi para curar, y en otros la Bakanoa, son plantas sagradas que tienen asegurada su territorialidad, y los de un lugar no se atreven a mencionar la planta del otro lugar.

### Uso ritual del peyote
El siguiente es un extracto del libro El río, exploraciones y descubrimientos en la selva amazónica de Wade Davis.

Para los tarahumaras el peyote es el hikuli, el ser espiritual sentado al lado del Padre Sol. Es una planta tan potente que portaba cuatro caras, percibe la vida en siete dimensiones, y a la que nunca se puede permitir reposar en el hogar de los vivos. Para recoger el hikuli los tarahumaras viajan lejos, hacia el sureste, más allá de las estribaciones de la sierra, en el desierto. Allí encuentran la planta al escuchar su canción. El hikuli nunca deja de cantar, incluso después de ser recolectado. Un hombre le contó a Lumholtz que al volver al desierto había tratado de usar como almohada su bolsa de hikuli. Su canto era tan alto que no podría dormir.

Ya seguros en casa, los tarahumaras extienden el hikuli en mantas que luego pringan por encima con sangre, para luego guardar con cuidado las plantas secas hasta que las mujeres estén prontas a molerlas en un metate hasta convertirlas en un espeso líquido ocre. Se hace una gran hoguera, con leños orientados hacia el este y el oeste. Sentado al oeste del fuego, un chamán traza un círculo en la tierra dentro del cual dibujaba el símbolo del mundo. Coloca en la cruz un botón del peyote y lo tapa con una calabaza invertida que amplifica la música y placía al espíritu de la planta. El chamán luce un tocado de plumas, que le infunde la sabiduría de los pájaros y evita que los vientos malignos entren en el círculo de fuego. Después de las porciones el peyote pasa de mano en mano y hombres y mujeres envueltos en telas blancas y descalzos empiezan una danza que dura hasta el amanecer. Luego, a la primera señal del sol, el chamán y su gente se paran hacia el este y se despedían con los brazos del hikuli, el espíritu que había descendido llevado por las alas de palomas verdes, para partir luego en compañía de una lechuza.

### Mezcla de religiones
Los tarahumaras tienen como Dios principal una fusión de Cristo con su dios, al cual denominan Onorúame, quien hizo al mundo y lo regula. Las concepciones religiosas incluyen el concepto del alma y el de su pérdida. El hombre está rodeado de seres malignos y benignos; el viento es bueno y el tornado es malo. Se han añadido a sus creencias los nombres de Jesús, María, Dios, infierno y pecado, el uso del rosario y del crucifijo y el santiguamiento.

### La Semana Santa
Al llegar los misioneros a la sierra trataron de enseñar a los rarámuri ciertos pasajes evangélicos de la Semana Mayor, celebraciones que fueron de gran agrado para los indígenas. En todas las partes donde hay un templo se siguen haciendo estas celebraciones siguiendo el mismo patrón que los misioneros les enseñaron. En estas fiestas colocan ramas de pino que marcarán el camino de las múltiples procesiones; aquí participan principalmente dos grupos: el de los fariseos (bandera blanca) y el de los soldados (bandera roja); ambos tienen capitanes que los dirigen, tenaches que cargan con las imágenes de los santos  y los pascoleros que participan con la alegre danza del pascol, usando cascabeles alrededor de los tobillos bailan al son de los violines y flautas.
Un dato interesante es que los rarámuris representan a los chabochis(los blancos, mestizos, los mexicanos) en el grupo de los malos (fariseos), los cuales se pintan de blanco y representan a los partidarios de Judas, que en la danza simbólicamente andan en todas partes y dominan la situación, pero al final son vencidos y triunfan los representantes del bien: los soldados.

### Danzas rituales
Las danzas que realizan los tarahumaras no son exactamente bailes sociales, sino ceremonias llenas de significado; son una plegaria en pantomima, cuidadosamente ejecutada, y jamás cambiada por la inventiva. Pocas ceremonias tienen la afinidad del actor y el espectador inherente en estas danzas, hilos de comprensión tejido en la tela de la vida de la tribu, motivación espiritual de costumbres y creencias. Para el observador curioso podrán parecer un retroceso raro, de fondo impresionante, e indumentaria artística, pero, esencialmente, entretenimiento. Mas, para ellos, significan mucho más, pues a través de sus danzas se desenvuelve su cultura y en ellas expresa sus esperanzas, sus temores, los tormentos de su alma, sus anhelos de vida mejor, y sus plegarias por felicidad y alegría. Bailan para agradecer bendiciones o para alejar los maleficios y para evitar las enfermedades, el sufrimiento y la tragedia.
A través de sus danzas se ponen en comunicación con Dios. Al son del ruido isócrono que producen sus sonajas, con unción religiosa, ejecutan el Tutugúri y el Yúmare, tan parecidos al mitote de los huicholes y tepecanos del Sur; las pascolas y la Raspa del jícuri (jíkuri sepawáame).
El baile Tutugúri, es deprecatorio y generalmente se ejecuta de noche, especialmente en época de cosechas. Lo bailan toda la noche, y al amanecer se comen las ofrendas que habían colocado al pie de las creces. Tanto este baile como en el Yúmare no se tocan el violín y la guitarra, sino nada más acompaña al canto del sacerdote la sonaja. Con excepción de la Semana Santa, los Matachines –baile de la época colonial– se bailan en todas las fiestas al son de guitarra y violín.
Es interesante observar que la característica más notable es el silencio. La vida nómada y las tesgüinadas no se prestan para una extensa mitología o para un acervo de cuentos y leyendas

## Festividades
Entre las ceremonias más trascendentes están las que realizan durante el ciclo agrícola, en fechas del calendario católico y cualquier acontecimiento familiar como el nacimiento de un hijo.
La tradición es que cada hombre organice tres fiestas durante su vida y la mujer cuatro porque es la más propensa al pecado y debe pagar más. Un elemento básico de la ceremonia es la presencia del cantor, quien desde que se oculta el sol, cuando inicia la fiesta, hasta la madrugada del día siguiente entona los cantos que sirven de fondo para que hombres y mujeres dancen. También bailan la “Pascola” que acompañan con música de arpa y violín.
En la etnia de los guarijíos, cuando alguien de la comunidad muere, se realizan tres velaciones, pues consideran que debe volver a recoger sus huellas por los lugares donde pasó y en caso de no hacerles las ceremonias se convierten en almas sin descanso. Al igual que los tarahumaras, pima y tepehuanes, beben tesgüino durante los rituales, lo que acarrea problemas de violencia.
Tesgüino
Del nacimiento a la tumba, a propósito del ciclo agrícola, de las fiestas, del trabajo compartido al servicio de la comunidad, el “tesgüino” los acompaña para subrayar la convivencia, el esfuerzo común, la celebración especial, es el alimento fundamental de los dioses. Por esta razón se ofrece al sol y a la luna, a los cuatro rumbos del universo, a las milpas y a los innumerables espíritus del cosmos.
Los matachines
Son los bailarines que actúan en las fiestas de la iglesia. Se distinguen por el brillante colorido de su atuendo. La danza matachín es ejecutada por un número par de bailarines, ocho o doce, que bailan acompañados de violines y guitarras. Es un baile de movimiento, giros y cambios rápidos, ejecutado en dos hileras de danzantes bajo la dirección del jefe. Los chapeones marcan el ritmo lanzando gritos en falsete, además de ser la única persona que usa máscara, también revisan que la indumentaria de los danzantes sea la establecida.
Las carreras de bolas (rarajípari)
Este es un juego de pelota muy común entre los tarahumaras y guarojíos. Es también el acto colectivo más importante que llevan a cabo los hombres tarahumaras. Consiste en lanzar con el empeine del pie una bola (komakali) hecha de raíces de encino u otro árbol y correr descalzo detrás de ella hasta alcanzarla. Con esta carrera los equipos realizan apuestas, resulta ganador quien llegue a la meta, la cual a veces está a 200 kilómetros de distancia. Las carreras pueden durar hasta dos días, toda la comunidad apoya y ayuda a sus competidores: les llevan agua y pinole, iluminan su camino durante la noche con ocotes encendidos, les echan porras, e incluso corren con ellos a lo largo de toda la ruta. Las mujeres también juegan a lanzar dos pequeños aros entrelazados, a lo que le llaman rowena. Con las carreras representan la razón de ser de su existencia: el correr.
Procedimiento del Rarajípari
- Se juega en equipos, cada equipo es de 5 integrantes, y utilizan un los llamados palillos, que se asemejan a una cuchara de un metro de largo. Están hechos de una sola pieza de madera de encino. En la punta miden tres centímetros de ancho y se van ampliando hasta alcanzar unos veinte centímetros donde empieza la cuchara.

- Junto a los palillos entierran la pequeña pelota de madera, del tamaño de una de golf. Antes de empezar hacen las apuestas. Puede ser en efectivo o prendas. También el público apuesta.

- En cuanto gritan que inicia el partido, los diez jugadores agarran su palillo y amontonados buscan la pelota enterrada. El juego consiste en aventar la bola con el palillo para el lado contrario.

- El equipo que llega primero a la meta gana. Fijan un espacio de aproximadamente un kilómetro a lo largo del arroyo.

- No hay reglas para quitarse la pelota. Se empujan, se avientan y suben por la ladera en busca de la bola.

- Después de una reñida competencia, descansan un rato y continúan con el juego de pelota. Participan los mismos integrantes. En este caso la bola es más grande, de unos veinte centímetros de diámetro, y la avientan con el pie. En este juego no disputan el balón. Cada equipo tiene el suyo, gana el que llegue primero a la meta. Deciden dar tres vueltas aproximadamente un kilómetro cada una.

- Antes de hacer las apuestas, los indígenas se quitan un huarache para pegarle con más facilidad a la pelota. Así continua el juego hasta que el equipo ganador logra llegar a la meta.

## Mito de la creación tarahumara
“Dios creó a los rarármuris y el diablo a los chabochis”. Bajo la premisa de esta leyenda que se transmite por tradición oral entre los indígenas de la Sierra Tarahumara, subyace una realidad insoslayable: la pobreza y 
El Sol y la Luna
Es creencia general entre los tarahumaras el hecho de que en un principio todo lo era el Sol y la Luna que en forma de niños vivían solos, vestidos únicamente con hojas de palmilla y habitaban una choza de palos revocados con lodo y techo de palma. Estos niños no poseían ningún bien terrenal: ni vacas, ni chivos, ni gallinas, ni borregos, ni cóconos. Los dos niños eran de color oscuro y el lucero de la mañana era el único que brindaba luz a la tierra pecaminosa. La luna se comía los piojos de la cabeza del sol y el lucero de la mañana los vigilaba.
Poco después varias centenas de tarahumaras no hallaban qué hacer en tanta oscuridad. No podían trabajar y tenían que tomarse de la mano para no tropezar con las piedras y caer a los barrancos. Pero he que un día curaron al sol y a la luna tocándose el pecho con crucecitas de madera de madroño mojadas en tesgüino, y poco a poco el sol y la luna empezaron a brillar y a dar luz. Cuando el mundo se llenó de agua (diluvio), un niño y una niña tarahumara subieron a la montaña llamada Lavachi (guaje), situada al sur de Panaláchic, de la cual llegaron cuando el agua desapareció llevando consigo tres granos de maíz y tres de frijol, y como todo estaba blando con tanta agua, las plantaron en una roca, se acostaron y tuvieron un sueño aquella noche. Posteriormente cosecharon, y de ellos descienden todos los tarahumaras.
La leyenda de Basaseachi
Ocurrió en tiempos inmemorables, cuando el mundo estaba tiernito, antes de que llegaran los españoles a esta tierra. Candameña era el amo y señor de la Alta Tarahumara. Tenía una hija llamada Basaseachic, de extraordinaria belleza.
Muchos aspiraban a ella y el celoso padre les impuso una serie de difíciles pruebas. Cuatro de ellos las superaron: Tónachi, señor de las cimas; Pamachi, el de más allá de las barrancas; Areponápuchi, el de los verdes valles; y Carichí, el de las filigramas de la cara al viento.
Pero en la última prueba que Candameña les impuso todos murieron. Basaseachic, desesperada, se arrojó al abismo. Su caída se transformó en cascada por la poderosa magia del brujo del lugar. Desde entonces su cuerpo no ha dejado de fluir por las profundidades de

## Presencia en los medios
La mitología tarahumara fue llevada a un videojuego de aventura llamado Mulaka creado por la empresa de desarrollo de videojuegos Lienzo. El objetivo del juego es combatir diferentes fuerzas espirituales presentes en la cultura tarahumara mediante armas y poderes sobrenaturales.
En su libro "El río" el autor Wade Davis dice: "Por los diarios del explorador noruego Carl Lumholtz supo que los tarahumaras, unos indios de la Sierra Madre Occidental de México, eran los mejores corredores del mundo. en carreras sin descanso y llevando un botón de peyote y la cabeza disecada de un águila bajo el cinto para protegerse de la brujería, los hombres tarahumaras podían trotar más de doscientos kilómetros. Un empleado del servicio postal mexicano, en cinco días, había entregado una carta a novecientos sesenta kilómetros de distancia".
En la telenovela Un refugio para el amor, protagonizada por Zuria Vega y Gabriel Soto. Hay personajes tarahumaras. Al comienzo de la historia, Luciana, la protagonista, cree formar parte de la comunidad al ser hija de Paz y Galdino, e incluso luce los atuendos de la comunidad tarahumara. Pero a medida que avanza la historia, se descubre que la muchacha es hija de una acaudalada y prestigiosa familia de la Ciudad de México, aunque solo le sobrevive su padre, y por lo tanto, ella es hija adoptiva de quienes siempre consideró sus padres.

## Deportes

### Juegos Olímpicos
En 1928, el gobierno Mexicano ingresó a dos Tarahumaras al Maratón, obtuvieron los lugares 32 y 35, quejándose de que la carrera fue muy corta.
Actualmente se realiza la prueba maratón blanco https://www.xmigrations.com/2018/04/23/la-leyenda-de-los-corredores-tarahumaras/ (enlace roto disponible en Internet Archive; véase el historial, la primera versión y la última).

### Otras competencias
Los rarámuris se caracterizan por ser una comunidad de corredores de ultra distancia (superiores a 50 km) muy fuertes. Entre los corredores más famosos están: Arnulfo Quimare, Silvino Cubésare y más recientemente Lorena Ramírez.
En el 2017, la rarámuri María Lorena Ramírez ganó el primer puesto en la Ultramaratón de los Cañones, que se celebra cada año en Guachochi, Chihuahua.
En el 2018 quedó tercera en otra ultramaratón tras correr 102 kilómetros por el Teide, categoría Sénior (de 18 a 39 años) femenina.
Son tradicionales también las carreras de bola (rarapijuami) y de arihueta (rohueliami).

## Cultura popular
La cultura tarahumara inspiró a los creadores de videojuegos del grupo Lienzo, quienes publicaron un videojuego basado en algunas características de dicho pueblo, el juego llamado Mulaka fue lanzado a inicios de 2018.